# 1891 Gondola
Az 1891 Gondola (ideiglenes jelöléssel 1969 RA) a Naprendszer kisbolygóövében található aszteroida. Paul Wild fedezte fel 1969. szeptember 11-én.